# Asteronychidae
De Asteronychidae zijn een familie van slangsterren uit de orde van Euryalida.

## Geslachten
- Asteronyx Müller & Troschel, 1842
- Astrodia Verrill, 1899
- Astronebris Downey, 1967